# Takahashi Kōko

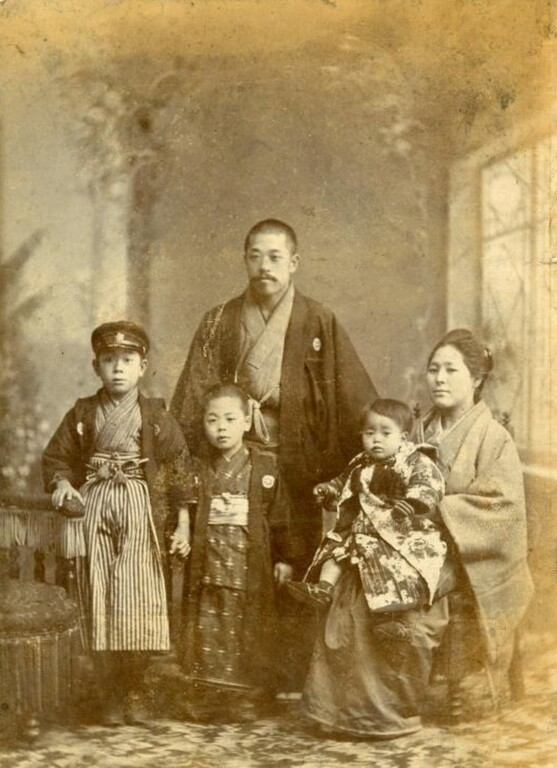
Takahashi und seine Familie

Takahashi Kōko (japanisch 高橋 廣湖; geboren 1. April 1875 in Yamaga (Präfektur Kumamoto); gestorben 2. Juni 1912) war ein japanischer Maler der Nihonga-Richtung.

## Leben und Werk
Takahashi Kōko erhielt seine erste Ausbildung zum Maler von seinem Vater Urata Setsu (浦田 雪翁), der unter Hosokawa Kō (細川 候) studiert hatte. Sein Vater unterrichtete ihn im Unkoku-Stil (雲谷派), wobei Takahashi sich danach auch im Nanga-Stil weiterbildete. Im Alter von 21 Jahren ging er nach Tokio und studierte unter Matsumoto Fūko. In der Zeit nahm den Künstlernamen Kōko (広湖) an. Später übernahm er den Familiennamen Takahashi, um diese Linie fortzuführen.
1905 zeigte Takahashi auf der Ausstellung der „Tatsumi gakai“ (巽画会) das Bild „Tomisō-zu“ (都美様図) aus, das positiv aufgenommen wurde. 1907 zeigte er auf der „Inländischen Ausstellung zur Förderung der Wirtschaft“ (内国勧業博覧会, Kokunai kangyō hakurankai) das Bild „Mōko shūrai zu“ (蒙古襲来図), also ein Bild zur Mongoleninvasion in Japan, das mit einer Goldmedaille ausgezeichnet wurde. Er beschäftigte sich hauptsächlich mit geschichtlichen Themen, war innerhalb der „Tatsumi gakai“ aktiv, starb aber früh.

## Bilder

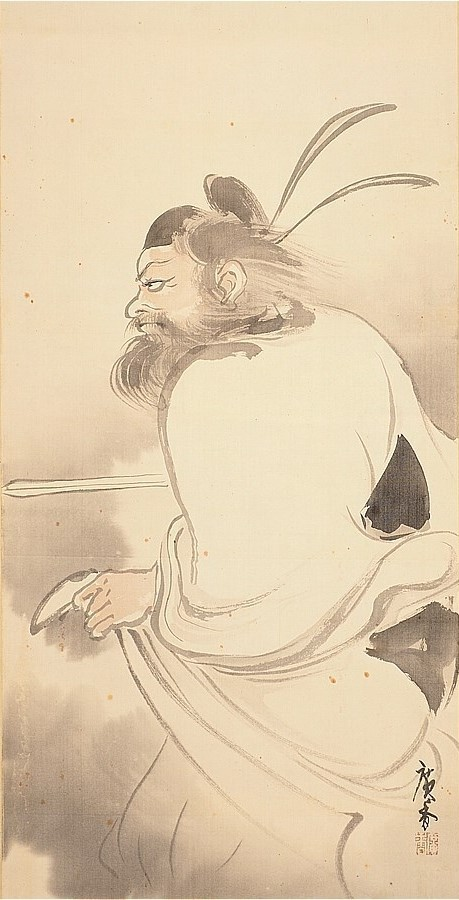
Kämpfer
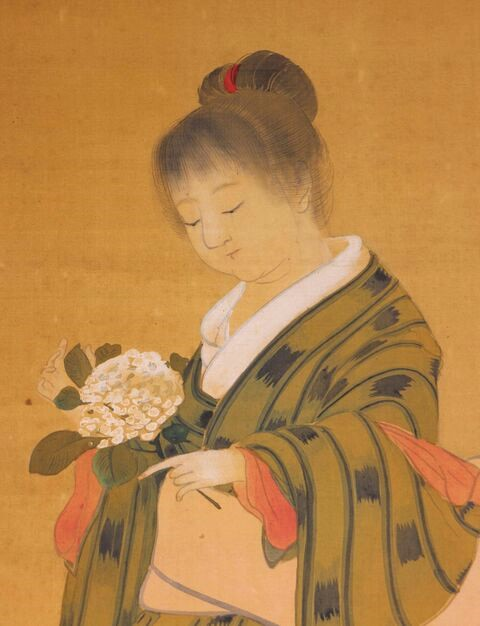
Mädchen
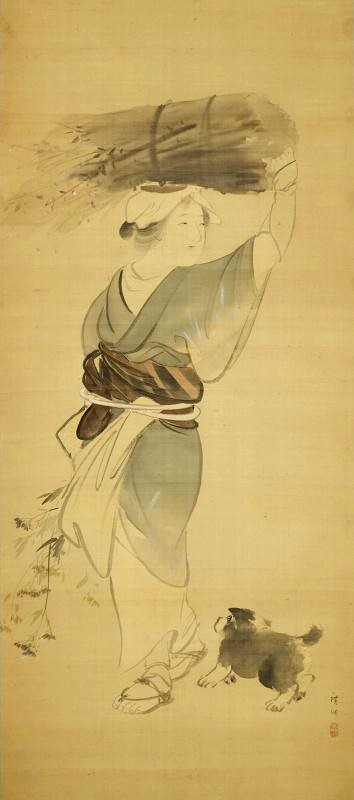
Lastentragende Frau
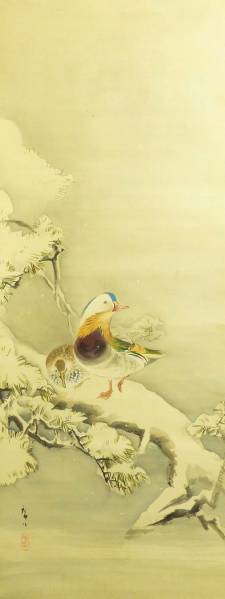
Vogel auf dem Ast
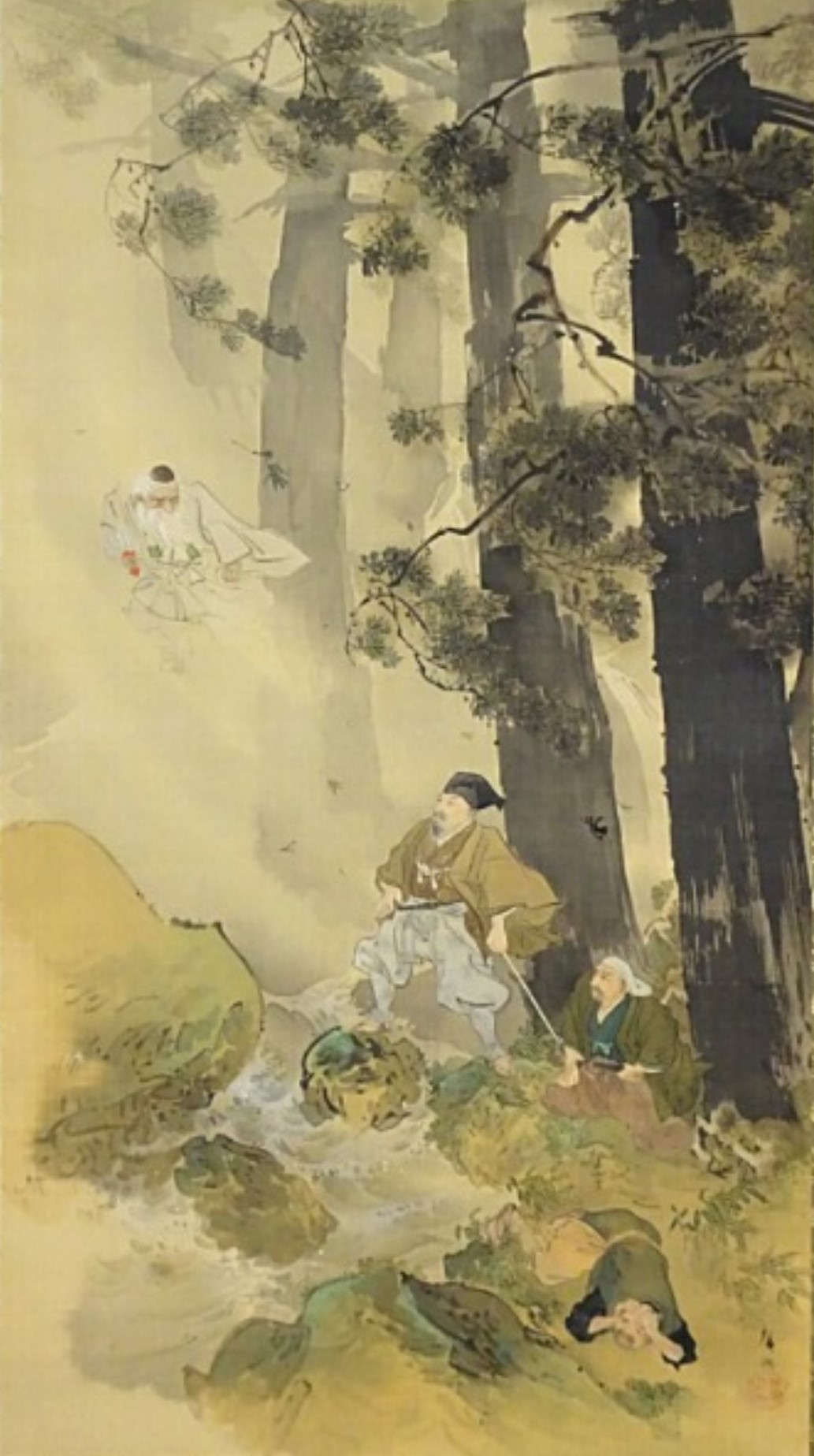
Im Wald